# Selambina
Selambina é um gênero de traça pertencente à família Arctiidae.